# The Harbourside

Mappa semplificata di Union Square, The Harbourside è in basso al centro.

The Harbourside (cinese: 君臨天下) è un grattacielo ad uso residenziale situato a Caolun, in Union Square, area urbana di Hong Kong.
La costruzione dell'edificio, alto 255 metri, si è protratta dal 2001 al 2004, su progetto di P & T Architects & Engineers Ltd.